# San Pietro in Cerro
San Pietro in Cerro é uma comuna italiana da região da Emília-Romanha, província de Piacenza, com cerca de 957 habitantes. Estende-se por uma área de 27 km², tendo uma densidade populacional de 35 hab/km². Faz fronteira com Caorso, Cortemaggiore, Monticelli d'Ongina, Villanova sull'Arda.

## Demografia
| Variação demográfica do município entre 1861 e 2011                               |
|                                                                                   |
| Fonte: Istituto Nazionale di Statistica (ISTAT) - Elaboração gráfica da Wikipedia |